# Kobeřice
Kobeřice är en ort i Tjeckien. Den ligger i den östra delen av landet, 260 km öster om huvudstaden Prag. Kobeřice ligger 245 meter över havet och antalet invånare är 3 228.
Terrängen runt Kobeřice är platt. Runt Kobeřice är det ganska tätbefolkat, med 134 invånare per kvadratkilometer. Närmaste större samhälle är Opava, 11,9 km väster om Kobeřice. I omgivningarna runt Kobeřice växer i huvudsak blandskog.